# 탄야
"탄야"는 1982년에 개봉한 대한민국의 영화이다.

## 캐스팅
- 안소영
- 하명중
- 임혁
- 강석우
- 박지영
- 문정숙
- 안세희
- 김종구
- 박암
- 이석구
- 전숙
- 최형근
- 박종호